# Herborg Finnset

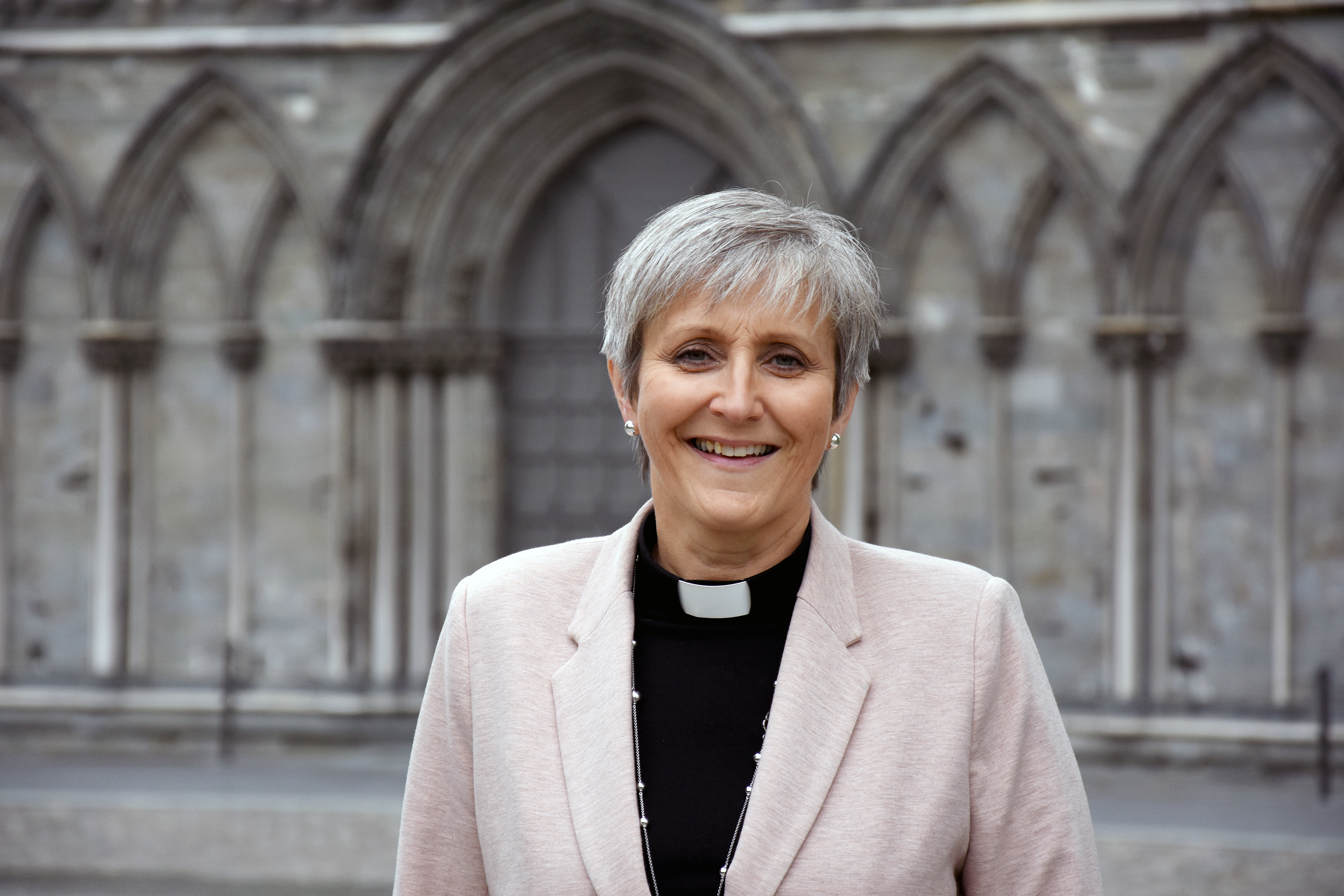
Herborg Finnset (2017)

Herborg Oline Finnset (* 28. März 1961 in Sørreisa, Troms) ist eine norwegische lutherische Geistliche und Theologin. Seit 2017 ist sie Bischöfin im Bistum Nidaros der Norwegischen Kirche.

## Leben
Finnset studierte Evangelische Theologie an der Menighetsfakultet (Gemeindefakultät) in Oslo und legte 1987 das theologische Kandidatenexamen ab. Nach ihrer Ordination 1988 arbeitete sie von 1998 bis 2005 als Kaplan (kapellan) in Hammerfest, dann in Lenvik. 2005 wurde sie Dompröpstin am Dom zu Tromsø und somit auch Stellvertreterin des Bischofs von Nord-Hålogaland, Per Oskar Kjølaas. 2014 unterlag sie bei der Bischofswahl in diesem Bistum mit acht zu sieben Stimmen. 2017 wurde sie kurzzeitig Pröpstin in Strinda (Stadtteil von Trondheim). Am 12. Juni dieses Jahres wurde sie einstimmig zur Bischöfin des Bistums Nidaros gewählt und im September 2017 eingeführt.